# 紫茎前胡
紫茎前胡（学名：Peucedanum violaceum）是伞形科前胡属的植物，是中国的特有植物。分布于中国大陆的西藏等地，生长于海拔2,100米至3,500米的地区，一般生于草地、疏林下或河滩上，目前已由人工引种栽培。